# جان بيير بابان

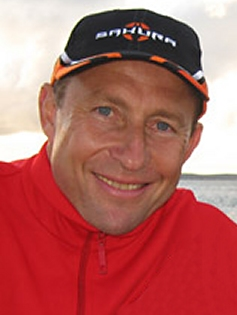
جان بيير بابان

جان بيير بابان (بالفرنسية: Jean-Pierre Papin) المُلقب بـJPP أو باتاتور، لاعب كرة قدم فرنسي سابق وُلد في 5 نوفمبر من العام 1963 في بولون سور مير أقصى شمال فرنسا. لعب في مركز الهجوم. وأختير ضمن قائمة أفضل 125 لاعب كرة قدم علي قيد الحياة في مارس عام 2004 والتي طرحها بيليه.

## على الصعيد الدولي
أحرز بابان 30 هدفاً للمنتخب الفرنسي في 54 مباراة. لقد لعب في نهائيات كأس العالم 1986 والتي جرت في المكسيك، واحتل الفريق الفرنسي حينها المركز الثالث. وشارك بابين أيضاً في كأس الأمم الأوروبية 1992 والتي جرت في السويد. مباراته الأخيرة مع الفريق الفرنسي كانت في العام 1995.

## على صعيد الأندية
حقق بابان أكبر نجاح له حين كان في مارسيليا الفرنسي حيث كان هداف الدوري الفرنسي خمسة مرات متتاليات 1988-1992, حيث أحرز 200 هدفاً في 254 مباراة مع نادي مارسيليا.ولعب بابان لاحقاً في ميلان الإيطالي، بايرن ميونخ الألماني، بوردو الفرنسي، غانغان.
- Vichy من العام 1983-1984
- Valenciennes من 1984-1985
- Brugge من 1985-1986
- أوليمبيك مارسيليا من 1986-1992
- اسِ ميلان من 1992-1994
- بايرن ميونيخ من 1994-1996
- بورديوكس من 1996-1998
- En Avant Guingamp في العام 1998

في مايو عام 2006, قد أصبح بابان مدرباً جديداً لنادي آرسي ستراسبرغ الهابط إلى الدرجة الثانية.
سابقاً كان يدرب نادي FC Bassin Arcachon

## ميداليات الشرف
- دوري الأبطال مع أي سي ميلان للعام 1994
- كأس الاتحاد الأوروبي مع بايرن ميونيخ للعام 1996
- الدوري الفرنسي مع مارسيليا للأعوام 1989, 1990, 1991, 1992
- الدوري الإيطالي مع نادي أي سي ميلان للأعوام 1993, 1994
- كأس السوبر الإيطالي مع نادي أي سي ميلان للعام 1992
- الكأس البلجيكي مع Bruges للعام 1986
- الكأس الفرنسي مع مارسيليا للعام 1989
- كأس كايرين الياباني للعام 1994
- الميدالية الذهبية في الألعاب الأولومبية الصيفية للعام 1984
- هداف الدوري الفرنسي للأعوام 1988, 1989, 1990, 1991, 1992
- لاعب العام الفرنسي للأعوام 1989, 1991
- أفضل هداف فرنسي في دوري أبطال أوروبا برصيد 28 هدفاً
- عٌين الكابتن 54 مرة وأحرز 30 هدفاً للفريق الدولي الفرنسي والذي لعب معه من العام 1986 حتى العام 1995
- جائزة الكرة الذهبية Ballon d'Or المقدمة من مجلة كرة القدم الفرنسية في العام 1991
- جائزة Onze d'or في العام 1991
- اسمه مدروج ضمن قائمة أفضل مئة لاعب حسب الفيفا

## روابط خارجية
- جان بيير بابان على موقع الاتحاد الدولي (مؤرشف)  (الإنجليزية)
- جان بيير بابان على موقع الاتحاد الأوربي (الإنجليزية)
- جان بيير بابان على موقع قاعدة بيانات كرة القدم.إي يو (الإنجليزية)
- جان بيير بابان على موقع بيانات كرة القدم. دي إي (الألمانية)
- جان بيير بابان على موقع ليكيب (الفرنسية)
- جان بيير بابان على موقع ناشيونال فوتبول تيمز (الإنجليزية)
- جان بيير بابان على موقع Soccerbase.com (لاعب) (الإنجليزية)
- جان بيير بابان على موقع Soccerway.com (الإنجليزية)
- جان بيير بابان على موقع عالم كرة القدم.نت (الإنجليزية)
- جان بيير بابان على موقع كووورة